# Aeródromo La Aguada
El Aeródromo La Aguada (OACI: SCLG) es un terminal aéreo ubicado junto a la ciudad de Pencahue, provincia de Talca, región del Maule, Chile. Es de propiedad privada.